# Deuses e Monstros
Gods and Monsters (br/pt: Deuses e Monstros) é um filme estadunidense, do gênero drama, dirigido e escrito por Bill Condon e estrelado por Ian McKellen, Brendan Fraser, Lynn Redgrave, Lolita Davidovich e David Dukes. O filme ganhou Oscar de Melhor Roteiro Adaptado e o Independent Spirit de Melhor Filme.

## Elenco
- Ian McKellen como James Whale
- Brendan Fraser como Clayton Boone
- Lynn Redgrave como Hanna
- Matt McKenzie como Colin Clive
- David Dukes como David Lewis
- Lolita Davidovich como Betty
- Rosalind Ayres como Elsa Lanchester
- Jack Betts como Boris Karloff
- Cornelia Hayes O'Herlihy como Princesa Margarida
- Jesse James como Michael Boone